# Metavelifer multiradiatus
Metavelifer multiradiatus is een straalvinnige vissensoort uit de familie van zeildragers (Veliferidae). De wetenschappelijke naam van de soort is voor het eerst geldig gepubliceerd in 1907 door Regan.